# Animal Instinct (The Cranberries)
Animal Instinct è un singolo del gruppo musicale irlandese The Cranberries, pubblicato il 5 luglio 1999 come secondo estratto dal quarto album Bury the Hatchet.

## Descrizione
Musica e testo del brano sono stati scritti da Dolores O'Riordan, cantante del gruppo, e Noel Hogan. La canzone tratta della maternità. 
Nel 2017 la canzone è stata pubblicata in una versione acustica nell'album Something Else della band.

## Video musicale
Un video musicale, diretto da Olivier Dahan, fu pubblicato per la promozione del singolo. Il video inizia con una madre che torna a casa e trova i servizi sociali prendere in custodia i suoi figli, scena che le provoca un pianto inconsolabile. Partita la canzone, si scorge la band seduta a un tavolo, mentre appare la madre, camuffata con occhiali e parrucca, arrivare a casa dei figli per riappropriarsene. Il resto della clip descrive le situazioni che la famiglia deve affrontare, come dormire in macchina o scappare da un ristorante senza pagare. Il video si conclude con la madre che fa l'autostop perché la macchina è in panne.

## Tracce
CD Maxi Single internazionale
1. Animal Instinct – 3:31
2. Paparazzi On Mopeds – 3:32
3. Ode To My Family (Live, Hamburg '99) – 4:30
4. Salvation (Live, Hamburg '99) – 2:38

CD Single UK 1
1. Animal Instinct – 3:31
2. Paparazzi On Mopeds – 4:32
3. Ode To My Family (Live, Hamburg '99) – 4:30

CD Single UK 2
1. Animal Instinct – 3:31
2. Baby Blues – 2:38
3. Salvation (Live, Hamburg '99) – 2:38

CD Single edizione limitata (Francia)
1. Animal Instinct – 3:31
2. Dreams (Live, Oslo '99) – 4:12
3. Linger (Live, Oslo '99) – 4:40
4. Zombie (Live, Tipperary '94) – 5:21

## Classifiche
Animal Instinct è diventato il primo singolo della band a mancare la top 40 nel Regno Unito, piazzandosi alla numero 54 (non includendo la posizione originale in classifica di Linger).
| Classifica (1999) | Posizione massima |
| ----------------- | ----------------- |
| Francia           | 55                |
| Germania          | 72                |
| Italia            | 34                |
| Paesi Bassi       | 79                |
| Regno Unito       | 54                |